# Matthias Berger (Architekt)
Matthias Berger (* 24. April 1825 in München; † 30. April 1897 ebenda) war ein deutscher Architekt.

## Leben

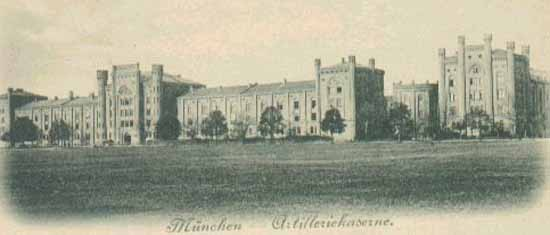
Max-II-Kaserne, 1890

Berger arbeitete in jungen Jahren zunächst als Mitarbeiter des königlich bayerischen Oberbaurates Friedrich von Gärtner. Nach dessen Tod im Jahr 1847 ließ er sich als selbständiger Zivilarchitekt in München nieder. In den folgenden Jahren entwarf er eine Reihe bedeutender Kirchenbauten, so St. Johann Baptist in Haidhausen (1852–1874) sowie für Gaimersheim und Partenkirchen (1867–1871).
Ab 1858 leitete er die Restaurierung der Münchener Frauenkirche. Ein Streit mit dem zuständigen Bauausschuss führte jedoch zu seiner Ablösung durch Ludwig Foltz. Nach 1859 errichtete Berger auf dem Oberwiesenfeld die Maximilian-II-Kaserne. 1861 wurde er Mitglied im Münchner Verein für Christliche Kunst.
Zu Bergers Mitarbeitern zählte u. a. der Architekt Karl Hammer (1845–1897).